# سومود
سومود (به مجاری:  Szomód) یک شهرداری در مجارستان است که در ناحیه تاتا واقع شده‌است. سومود ۲۸٫۳۱ کیلومتر مربع مساحت و ۲٬۰۵۷ نفر جمعیت دارد.